# Ruta Nacional 32 (Colombia)
La Ruta Nacional 32 fue una ruta colombiana de tipo transversal que iniciaba en el sitio de El Pailón (municipio de Buenaventura), departamento del Valle del Cauca saliendo del tramo 4001 de la Ruta Nacional 40 y finalizaba en el sitio de Crucero La Industria en el municipio de Florida del mismo departamento, donde cruzaría con el tramo 3105 de la Ruta Nacional 31. Era una ruta que conectaba inicialmente a Cali y la región del valle del río Cauca con el océano Pacífico, antes de la creación de la Ruta Nacional 40, que permite una mayor conexión con el centro del país. En el caso de Cali se creó la Ruta Nacional 19 que permite mejor acceso a la Ruta nacional 40, vía que poco a poco fue perdiendo importancia y tráfico. 

## Antecedentes
La ruta fue establecida en la Resolución 3700 de 1995 y eliminada por la Resolución 339 de 1999 donde sus tramos ahora forman parte de la Red Vial Secundaria del departamentos del Valle del Cauca manteniendo la misma nomenclatura.        

## Descripción de la ruta
La ruta estaba dividida de la siguiente manera:

### Ruta eliminada o anterior[1]
| Código | Tipo  | Recorrido                               | Situación Actual                           |
| ------ | ----- | --------------------------------------- | ------------------------------------------ |
| 3201   | Tramo | El Pailón - Cruce Ruta 19 (k. 21)       | - 3201 Carretera Secundaria Departamental  |
| 3202   | Tramo | Cali - Juanchito - Crucero la Industria | - 3202 Carretera Secundaria Departamental  |
| 32VL01 | Ramal | Cruce Ruta 32 - Cruce Ruta 19 (Dagua)   | - 32VL01 Carretera Terciaria Departamental |

## Municipios
Las ciudades y municipios por los que recorre la ruta son los siguientes:
Convenciones:
- Fondo Azul : Recorrido actual.
- Fondo Gris : Recorrido anterior.
- Negrita: Cabecera municipal.
- Texto azul: Ríos.
- Texto verde: Parques nacionales.

| Tramo | Municipio    | Recorrido | Departamento    |
| ----- | ------------ | --- | --------------- |
| 3201  | Buenaventura | El Pailón (Cruce 4001 ); Aeropuerto de Buenaventura; Zacarías; Río Dagua; Zabaletas; Río Anchicayá; San Marcos; LLano Bajo; Cascada El Amor y Huevos de Dragón.                                        | Valle del Cauca |
| 3201  | Dagua        | El Danubio; Río Blanco; La Cabaña; El Queremal; San José del Salado; Cruce 32VL01 (Acceso a Dagua); Borrero Ayerbe (Acceso 32VL03 a El Palmar y acceso 3201-1 a El Carmen); Cruce Km 21 (Cruce 1901 ). | Valle del Cauca |
| 3202  | Cali         | Cali; Río Cauca. | Valle del Cauca |
| 3202  | Candelaria   | Juanchito; El Poblado Campestre; Cruce 27330 (Acceso a El Carmelo); Villagorgona; Cruce Candelaria (Cruce 2504A ); La Regina.                                                                          | Valle del Cauca |
| 3202  | Florida      | San Antonio de los Caballeros; Calandra; Crucero La Industria (Cruce 3105 ). | Valle del Cauca |

## Concesiones y proyectos
Si bien la Ruta Nacional 32 fue eliminada, hay tramos existentes que se encuentran como parte de proyecto de INVIAS o en concesión, entre ellos son:

### Concesiones y proyectos actuales
| Código | Sector            | Tipo          | Cód. proyecto | Nombre Proyecto        | Concesionaria                       | Unidad Funcional | Etapa      | PR Inicial | PR Final | Longitud km. |
| ------ | ----------------- | ------------- | ------------- | ---------------------- | ----------------------------------- | ---------------- | ---------- | ---------- | -------- | ------------ |
| 3202   | Cali - Candelaria | Concesión ANI | 5G003         | Accesos Cali - Palmira | Concesionaria Rutas del Valle S.A.S | UF 2             | Adjudicado | NA         | NA       | NA           |